# Julian Bailey
Pour les articles homonymes, voir Bailey.
Julian Bailey, né le 9 octobre 1961 à Woolwich, en Angleterre, est un pilote automobile britannique.

## Biographie

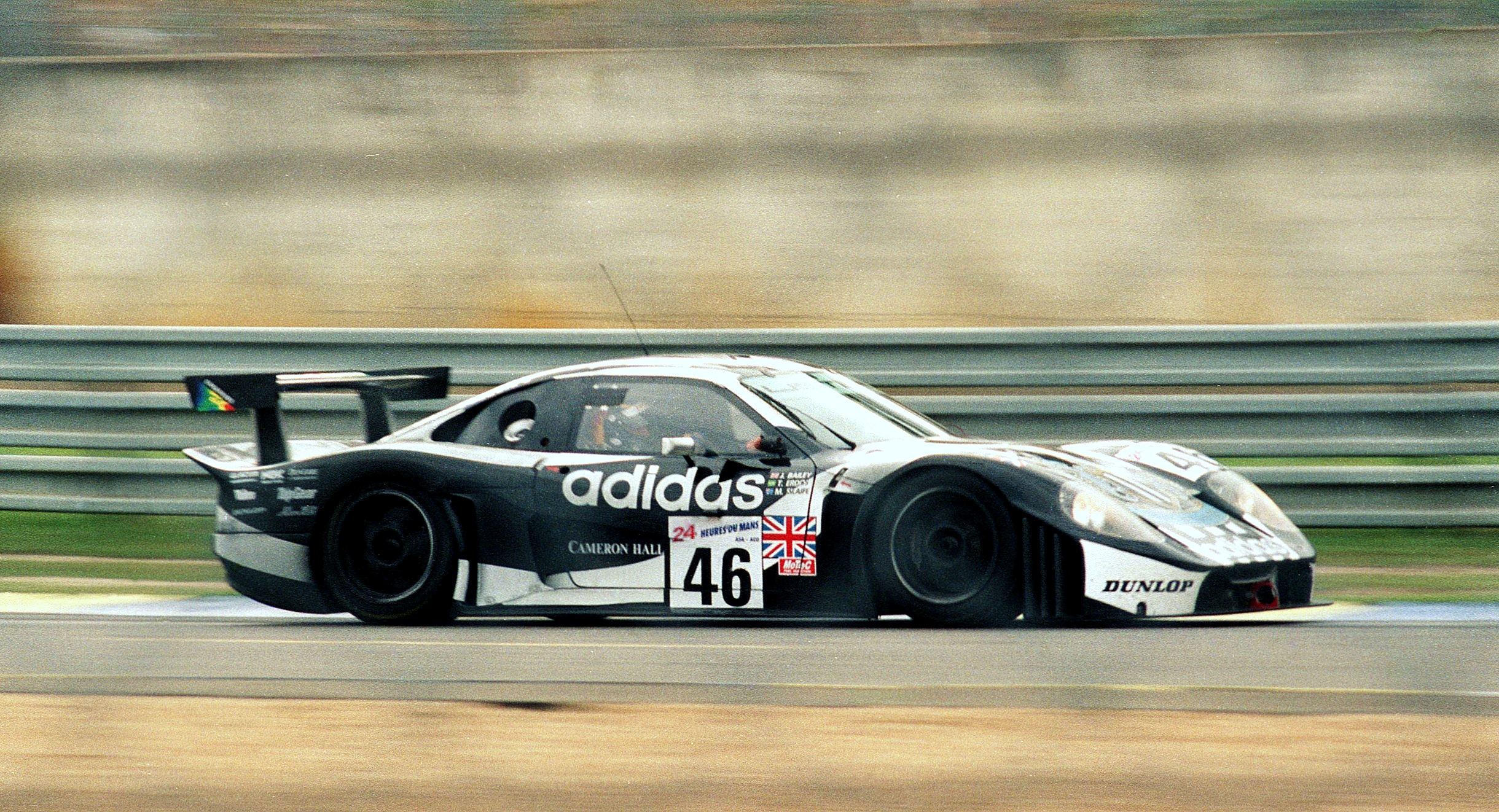
Bailey sur Lister Storm aux 24 Heures du Mans 1997.

Bien que né au Royaume-Uni, Julian Bailey a grandi en Espagne, et est devenu un coureur accompli de Formule Ford 1600 en Grande-Bretagne, en remportant l'important Formule Ford Festival à Brands Hatch en 1982. Mais il doit attendre 1987 pour avoir la chance de courir en Formule 3000 chez GA Motorsport dans une Lola, dans laquelle il remporté une course, encore à Brands Hatch, devenant ainsi le premier pilote britannique à remporter une course dans cette série. Ce succès attire l'attention de Ken Tyrrell, et Bailey est recruté dans son équipe pour conduire en Formule 1 l'année suivante. Malheureusement, la Tyrrell 017 est peu compétitive et contrairement à son coéquipier Jonathan Palmer, qui inscrit 5 points en 1988, Julian ne parvient à se qualifier que 6 fois sur 18 Grands Prix et obtient comme meilleur résultat une 9e neuvième place.
En 1989, il rejoint Nissan en Sport-prototypes pour participer au championnat du monde des voitures de sport durant deux saisons. En 1991, il finit deuxième des 12 Heures de Sebring. Il revient provisoirement en Formule 1 en 1991 avec Lotus, en remplacement de Martin Donnelly, indisponible à la suite de son accident lors du Grand Prix d'Espagne 1990. Il termine sixième au Grand Prix de Saint-Marin, en ayant eu un problème technique nécessitant trois arrêts aux stands, mais est remplacé par Johnny Herbert après sa troisième non-qualification de la saison à Monaco.
En 1993, il rejoint l'équipe Toyota dans le championnat BTCC.
Entre 1998 et 1999, il gagne une dizaine de courses dans le championnat britannique de voitures Grand Tourisme, sur Lister Storm GTL.
Ensuite il court essentiellement dans les voitures de sport et remporte le championnat FIA GT en 2000 (victoire à Valence, Estoril, Silverston, Zolder et Magny-Cours).

## Résultats en championnat du monde de Formule 1
| Saison | Écurie                      | Châssis | Moteur  | Pneus    | GP disputés | Points inscrits | Classement |
| ------ | --------------------------- | ------- | ------- | -------- | ----------- | --------------- | ---------- |
| 1988   | Tyrrell Racing Organisation | 017     | Ford V8 | Goodyear | 6           | 0               | n.c.       |
| 1991   | Team Lotus                  | 102B    | Judd V8 | Goodyear | 1           | 1               | 18e        |

## Résultats en championnat du monde des voitures de sport
| Saison | Écurie             | Châssis | Moteur    | Pneus  | Courses disputées | Points inscrits | Classement |
| ------ | ------------------ | ------- | --------- | ------ | ----------------- | --------------- | ---------- |
| 1989   | Nissan Motorsports | R89C    | Nissan V8 | Dunlop | 7                 | 27              | 11e        |
| 1990   | Nissan Motorsports | R90C    | Nissan V8 | Dunlop | 7                 | 18              | 10e        |